# داريل أوك
داريل أوك (بالإنجليزية: Darrell Oak)‏ هو لاعب كرة قدم أمريكي، ولد في 30 أغسطس 1954 في جيمستاون في الولايات المتحدة.